# The Beginning of the End (Lost)
The Beginning of the End este un episod din serialul Lost, sezonul 4.